# Pinalia graciliscapa
Pinalia graciliscapa är en orkidéart som först beskrevs av Robert Allen Rolfe, och fick sitt nu gällande namn av Jeffrey James Wood. Pinalia graciliscapa ingår i släktet Pinalia och familjen orkidéer. Inga underarter finns listade i Catalogue of Life.